# ITunes版本歷史

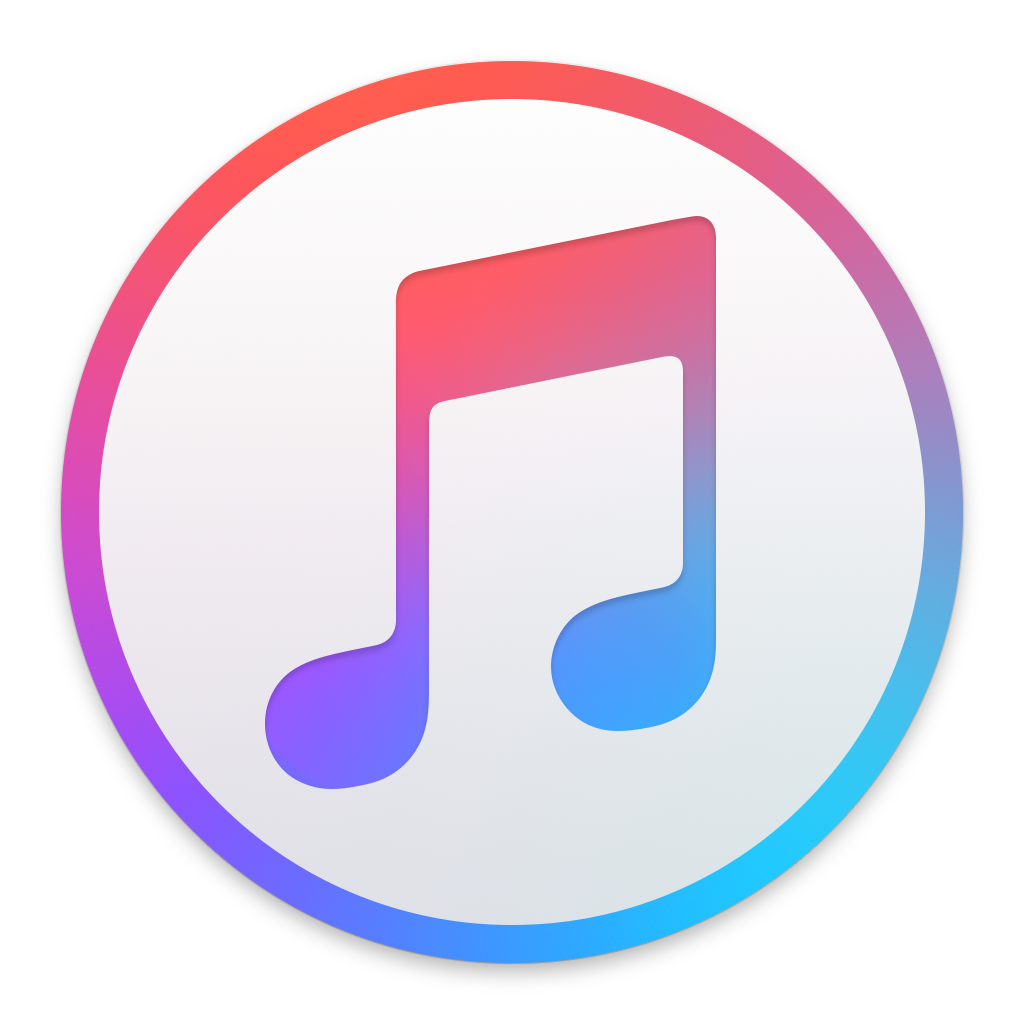
iTunes 12.2. 程式圖案

## Mac OS 9 / Mac OS X

### iTunes 1
最初發表的版本。這個版本為純粹的音樂播放軟體。
- 1.0 — 2001年1月9日
  - 最初發表。
- 1.1 — 2001年2月21日
  - 對外接燒錄器的支援。
  - 改善視覺化效果產生器。
  - 更多支援的燒錄器。

## Mac OS 9 以及 Mac OS X

### iTunes 2
開始支援 iPod。這個版本開始朝音樂管理、iPod 檔案同步形式邁進。
- 2.0 — 2001年10月23日
  - iPod 支援。
  - 等化器。
  - MP3 CD 燒錄。
  - Crossfader。
  - 音效強化器。
  - 燒錄 CD 比以前快兩倍。
  - Unicode 中繼資料 和 ID3 標籤支援。
- 2.0.1 — 2001年11月4日
  - 修復安裝過程中可能遺失數據的問題。
  - 更新 CD 燒錄功能。
- 2.0.2 — 2001年11月16日
  - 對法國和德國的語言支援。
- 2.0.3 — 2001年12月13日
  - 僅檢查與 iPod 同步的歌曲。
  - Rio One MP3 player 支援。
- 2.0.4 — 2002年3月20日
  - 擴充的 AppleScript 支援。
  - 改善穩定性和效能。

## Mac OS X

### iTunes 3
主要強化 iTunes 的功能，這個版本開始不支援 Mac OS 9。
- 3.0 — 2002年7月17日
  - 智慧型播放清單。
  - Audible.com 有聲書的支援。
  - Sound check.
  - 分級。
  - 播放次數。
  - 加入音軌。
  - 匯入與匯出播放清單。
- 3.0.1 — 2002年9月18日
  - 效能改善。
  - 對 Mac OS X Jaguar 有更好的支援。

### iTunes 4
支援 AAC、Windows。開始提供 iTunes Music Store 音樂下載服務(僅限美國)。此時開始強化 iTunes 與 iPod 的連動，也開始能在 Windows 上連接 iPod。只限這個版本，Mac 版與 Windows 版下載方式是不同的。不只音樂，也增加了與 iPod 同步圖片、影像等令人注目的功能。到 4.5 時，iTunes Music Store 的資料庫已成長到 70 萬首歌曲。
- 4.0 — 2003年4月28日
  - Music Store 支援。
  - Music 共享。
  - AAC 音訊編碼解碼器。
  - 專輯插圖。
  - DVD 燒錄支援。
  - 改善搜尋。
  - BPM (Beats per minute) 欄位。
- 4.0.1 — 2003年5月27日
  - 僅能在子網路分享音樂。
  - 效能改善。

## Mac OS X 以及 Windows 2000/XP
- 4.1－2003年10月16日
  - iPod 語音記事與現正播放播放清單同步化。
  - 對燒錄於多種 CD 上的大型資料庫的支援。
  - Music Store 連結拖曳。
  - Music Store 現以有聲書為特色。
  - Music Store 有更多進階強化搜尋。
  - Music Store 支援定額購買。
  - Music Store 支援禮券。
- 4.2－12月18日 2003年
  - 在 Music Store 中 AOL 帳號的支援。
  - 效能改善。
- 4.5－2004年4月28日
  - 可以和其他 iTunes 用戶分享ITunes。
  - 派對隨機播放。
  - 列印 CD 專輯封面。
  - Music Store 快速連結，可從歌曲連回 iTunes Music Store 上的歌手專頁。
  - 自動轉換 WMA 到 AAC。（僅限 Windows）
  - Apple Lossless 音訊編碼解碼器。
  - 提供每周歌手免費單曲。
  - 從 iTunes Music Store 購買的音樂以往能燒錄相同的曲目 10 次，現則減成 7 次。在安裝於電腦的數量方面，則從 3 台增加成 5 台。
- 4.6－2004年6月9日
  - AirTunes 支援。
  - 較小的改善。
- 4.7－2004年10月27日
  - 支援將照片複製到一臺 IPod classic 上。
  - 能夠顯示在你的資料庫中重複的歌曲。
  - 效能改善。
  - iPod 偏好現在成為偏好視窗的一部分。
  - 在 iTunes Music Store 能夠藉由名稱搜尋 iMixes。
  - 工作列的 iTunes 工具列，最小化到系統匣。（僅限 Windows）
- 4.7.1－2005年1月11日
  - 對 iPod Shuffle 的支援 與 "自動完成" 功能。
  - 不許藉第三方應用程式播放與傳輸購買的 Music Store 去除 DRM 保護的曲目。
  - 僅允許 5 個經由網路連線至共享資料庫。
- 4.8－2005年5月9日
  - 視訊支援
  - 支援新的國際 iTunes Music Store
  - 支援從電腦傳輸聯絡人和日曆至 iPod（僅限 Mac OS X v10.4 Tiger）
  - 安全性提高
- 4.9－2005年6月28日
  - 對 Podcasting 的支援
  - 對行動電話的支援（當時僅  Motorola ROKR E1（英语：Motorola ROKR E1） 與 Motorola SLVR（英语：Motorola SLVR） 能夠使用）

### iTunes 5
與 iPod nano 同時發表的版本。更新 UI、具備了更強力的立即搜尋功能，包含新的搜尋列，無論是在 iTunes 資料庫、或者從音樂商店的兩百萬曲目中，都可幫助您精確地找到您要的歌曲，另外還有組織播放列表的檔案夾、音樂、音樂共享及 podcast 的分級保護控制。因為第五代 iPod 發售的同時便發表新的版本，所以 5 的版本更新期間非常短。此版本開始安裝檔案提供多國語言，自動偵測 OS 提供相符的語系。
- 5.0－2005年9月7日
  - 精緻的外表（更簡潔）。
  - 新增家長控制功能。
  - 支援 iTunes Phone。
  - 用資料夾將播放清單分組的能力。
  - 智慧隨機播放（Smart Shuffle）。
  - 具備了更強力的立即搜尋功能。It duplicates the Spotlight bar in Mac OS X 10.4 Finder：
    - 搜尋所有的音樂、有聲書、Podcast 和視訊等。
    - 搜尋所有的演出者、專輯和歌曲。

  - 新增 AAC VBR 編碼。
  - 歌詞寫入與顯示（iPod 歌詞顯示功能只對應 iPod nano 和第五代 iPod ）。
  - 使用 Microsoft Outlook 以及 Outlook Express，自動地同步行事曆和通訊錄（僅限連線）。
- 5.0.1－2005年9月20日
  - 錯誤修復。
  - 從安裝檔中移除 Bonjour 以解決 DNS 衝突問題。

### iTunes 6
與第五代 iPod 販售同時發表的版本。新增視訊功能。
- 6.0.0.18－2005年10月12日
  - 〝視訊〞增加至來源清單。
  - 可以在 iTunes Music Store 預覽、購買並下載 2,000 多部視訊，並與 iPod 同步音樂和已購買的視訊以便隨處攜帶欣賞。
- 6.0.1.3－2005年10月20日
  - 錯誤修復。
- 6.0.2.23－2006年1月10日
  - 錯誤修復。
  - 位於資料庫裡的 MiniStore (mini view of related products in itunes store)。
  - 支援轉檔影片成 iPod 相容格式。
  - AirTunes 功能增強，允許傳送三個獨立的音頻串流。
- 6.0.3.5－2006年2月15日
  - 錯誤修復。
  - 效能改善。
- 6.0.4－2006年3月1日
  - 解決了 Front Row 的穩定性與效能問題。
- 6.0.4.2－2006年3月3日
  - 改善穩定性與效能問題。
- 6.0.5.20－2006年6月29日
  - 可以預覽、購買和下載 iTunes Music Store 中的音樂錄影帶、短片和熱門電視節目，而且還可以將您的音樂和購買的視訊同步到 iPod 以便隨處攜帶享用。
  - 可以將 Nike + iPod 體能訓練資料同步到 nikeplus.com，這樣您就可以輕鬆記錄進度、設定訓練目標、挑戰其他訓練，以及使用其他更多功能。您可以參訪 iTunes Music Store 中的 Nike Sport Music 區域，下載體能訓練的綜合資料、Athlete Inspiration（運動員精神鼓舞）播放列表、Nike podcast，以及其他更多內容。

### iTunes 7
UI 大幅更新，可以預覽和購買影片以及支援第五代 iPod。可以使用 Cover Flow 來依專輯封面翻看選集、備份 iTunes 資料庫至 CD 或 DVD 光碟上以保護資料庫的內容、使用 Windows 的 Apple Software Update 來更新 Apple 軟體。7.2 以後支援 Vista，7.4 開始不再支援 Windows 2000。
- 7.0－2006年9月12日
  - 支援 iTunes Store 電影下載服務。
    - 更高的影像品質 (640x480)。

  - 改善了 UI 分類選項與播放目錄。
    - 對專輯插圖的 Cover Flow 檢視。
    - 下載管理器。
    - 從 iTunes Store 下載可用的缺少的專輯插圖。
    - 改進全螢幕視訊播放 with onscreen controls。
    - iPod 管理器 (iPod 更新器現在成為單獨的軟體取代內建)。

  - 改善分級與家長控制。
  - 多種資料庫與資料庫備份命令。
  - 無縫播放 Gapless playback（英语：Gapless playback）。
  - 從 iPod 傳輸購買的內容至電腦。
  - iPod 遊戲。
  - 改善搜尋。
  - 新增資料欄位："專輯演出者"、"略過次數"，以及"上次略過的部份"。
- 7.0.1－2006年9月27日
  - 對 Cover Flow、CD 匯入、iPod 同步，以及更多方面的穩定性與效能改善。
  - 解決對遠端桌面協定的一些相容性問題。
  - 解決對 Windows Live Messenger 與 Computer Calls on PC's 的相容性。
- 7.0.2－2006年10月31日
  - 增加對第二代 iPod shuffle 的支援。
  - 修復在 iTunes 7 與 7.0.1 中所發現的穩定性和效能問題。
- 7.1－2007年3月5日
  - 加入對 Apple TV 的支援。
  - 新增全螢幕 Cover Flow 以及改善排列選項。
  - 修正數個在 Windows Vista 上的問題。
  - 當從 iTunes 拖曳多首歌曲至 Finder／Explorer 或播放清單時，顯示已選取的項目數量。
  - “Sorting” tab under the “Get Info” options for a single song selection.
  - “Mark as Unplayed” changed to “Mark as New.”
- 7.1.1－2007年3月16日
  - 解決了多個穩定性與 Windows Vista 的相容性問題。
- 7.2－2007年5月29日
  - 名為「iTunes Plus」高音質DRM-Free 256kbps AAC 開放購買正式開始。
  - 正式支援 Windows Vista。
  - iTunes U introduced which offers free content from some of the top universities around the United States。
  - Added in customizable sort field for Name, Artist, Album, Album Artist, Show, and Composer.  For example, if you wanted you could change the album "4" by Foreigner to be sorted under "Foreigner 4".
- 7.3－2007年6月29日
  - 正式支援 iPhone 及相關服務。[1]

- 7.3.1 —2007年7月12日
  - 修正 7.3 版的相關安全性問題。

- 7.3.2 —2007年8月2日
  - 修正些許問題，改善執行效率與安全性。

## Mac OS X 以及 Windows XP/Vista
- 7.4 —2007年9月6日
  - 對應 iPod Touch、nano、classic。
  - 不再對應 Windows 2000。
  - 增加鈴聲編輯。
  - 增加專輯評等。
  - 增加商店搜尋的自動完成功能

- 7.4.1 — 2007年9月10日
  - 修正 7.4 版本的安全性與兼容性。

- 7.4.2 — 2007年9月17日
  - 修正於 iTunes Plus 購入的無 DRM 歌曲放進 iPhone 中設定時，所產生的部分問題。
  - 改善 7.4.1 版本的安全性與兼容性。

- 7.4.3 — 2007年9月27日
  - 此版本只提供 Windows 版。
  - 修正英文版以外的 Windows 語言版本上無法辨識 iPod touch 與解鎖的問題。

- 7.5.0.20 — 2007年11月6日
  - iPhone 的產品註冊方式變更及新增遊戲支援。
  - 改善穩定性及效能。

- 7.6 — 2008年1月15日
  - iTunes Store 開始電影租借服務。(僅限美國)
  - iPhone, iPod touch 1.1.3 韌體更新。

- 7.6.1  — 2008年2月21日
  - 修正關於版本 7.6 穩定性及兼容性的問題。
  - 提升與 Apple TV 2.0 的相容性。
  - 修正匯入時，最終軌的音樂最後 5 秒被刪除的問題。

- 7.6.2.9  — 2008年4月2日
  - 改善穩定性及效能。

- 7.7.0.43  — 2008年7月10日
  - 對應 7 月 11 日發售的新型 iPhone 3G。
  - 對應 App Store。

- 7.7.1 — 2008年7月31日
  - 修正程序錯誤。

### iTunes 8
新增 Genius，Genius 會從您的資料庫建立可互相搭配的歌曲播放列表。Genius 同時包含 Genius 側邊欄，會建議您尚未擁有的 iTunes Store 音樂。新的格狀顯示方式來以視覺方式瀏覽演出者和專輯；從 iTunes Store 下載喜愛的 HD 品質電視節目；支援 iPod nano (第四代)、iPod classic (120 GB)、iPod touch (第二代)。此版本開始支援 64 位元。
- 8.0  — 2008年9月9日
  - 對應當日發售的第二代 iPod Touch 、第四代 iPod Nano 和新型 iPod Classic。
  - 引進了 Genius 播放列表。
  - 提升安全性。[2]
  - 增加網格瀏覽模式。

- 8.01  — 2008年10月2日
  - 修正程序錯誤。

- 8.02  — 2008年11月20日
  - iPhone OS 更新为 2.2。
  - 提升穩定性及錯誤修正。

- 8.1  — 2009年3月11日
  - 对应当日发售的第三代 iPod Shuffle。
  - 對應第三代 ipod shuffle 的新語音功能｢Voice Over｣。
  - 提升性能、各項反應速度。
  - ｢派對隨選歌曲｣更名為｢iTunes DJ｣。
  - 允許朋友使用 iPod 對 iTunes DJ 點播歌曲。
  - 允許光碟匯入與 iTunes Plus 相同的聲音品質。（iTunes Plus AAC VBR_Constrained 256Kbps 44.100KHz）
  - 在「影片」和「電視節目」裡加入 Genius 側邊欄。
  - 在手動管理的 iPod 裡提供「自動加入」功能。
  - 允許透過「分級保護控制」來個別停用 iTunes U 和 iTunes Store 功能。

- 8.1.1  — 2009年4月6日
  - 修正程序錯誤。
  - 對應 HD 電影租借服務（僅限美國）
  - 修正「Voice Over」發生錯誤的問題。
  - 修正 iPhone 和 iPod Touch 同步發生錯誤的問題。

- 8.2  — 2009年6月1日
  - 支援 iPhone 3.0 軟體更新版本的 iPhone 或 iPod touch。
  - 許多改進的輔助使用功能和錯誤修正。

- 8.2.1  — 2009年7月15日
  - 提供許多重要的錯誤修正並解決了驗證 Apple 裝置的問題。

### iTunes 9
更新 UI 與 iTunes Store 的介面，特別是 iTunes Store 的介面為開始服務以來第一次大幅度的設計更新。以下段落節錄自官方介紹：iTunes 9 新增了許多創新的功能，例如：家庭共享、重新打造的商店以及更棒的同步功能。可更容易搜尋、預覽與享受音樂、電視節目以及革命性 App Store 商店內的 iPhone™ 與 iPod touch® 應用程式。現在，家庭共享功能讓您輕輕鬆鬆就能將歌曲、電影和電視節目傳送至家中的其他電腦。
- 9.0  — 2009年9月9日
  - 改善的介面觀感，包含新的“直欄瀏覽器”，讓您更輕鬆地瀏覽演出者或專輯、電視節目和更多內容。
  - iTunes Store 全新外觀，改進的導覽功能讓您更輕鬆快速地瀏覽頁面。
  - iTunes LP 和 iTunes Extra 給您獨特的觀賞體驗，讓您觀看專訪、視訊、照片和更多內容 — 可於 iTunes Store 購買部份專輯和影片來取得。
  - “家庭共享”讓您管理家中不同電腦裡家人的 iTunes 選集。iTunes 可自動傳送新的購買項目，或者您也可選擇想要共享的項目。
  - “Genius 組曲”由 iTunes 製作，播放資料庫中可互相搭配的歌曲。
  - iPod 和 iPhone 同步現允許您在 iTunes 中直接整理 iPhone 和 iPod touch 主畫面螢幕。同步功能變得更彈性，您可以同步個別的演出者、類型、或電視節目和 Podcast 節目片段。
  - 現將 iTunes U 項目分類於 iTunes 資料庫的個別區域。
  - 與 iPod nano（第五代）、iPod classic（2009 年秋）和 iPod touch（2009 年秋）同步。
  - iTunes 9 同時包含了許多改進功能，例如支援 HE-AAC 編碼和播放，更彈性的“智慧型播放列表”規則，iTunes Media 檔案夾中更簡易的媒體檔案分類和更多內容。
  - 支援 18 國語言。

- 9.0.1  — 2009年9月22日
  - 解決了 iTunes Store 的瀏覽問題。
  - 解決了 iTunes 變得無法回應的執行效能問題。
  - 修正了 iTunes 未預期結束的問題。
  - 修正了將播放列表中的 Podcast 同步到 iPod 或 iPhone 的問題。
  - 修正了包含多張光碟的專輯排序問題。
  - 解決了按下“縮放”按鈕無法切換至“Mini 播放器”的問題。
  - 改進了 iPod touch 和 iPhone 的應用程式同步功能。
  - Genius 現自動更新為顯示“Genius 組曲”。

## Mac OS X 以及 Windows XP/Vista/7
- 9.0.2  — 2009年10月30日
  - 支援了 Apple TV 軟體版本 3.0，
  - 加入了深色背景的“格狀顯示方式”選項，並改進了輔助使用功能。
  - iTunes Store 輔助使用功能需要 Window-Eyes 7.1.1 或以上版本。
  - 正式支援 Windows 7

- 9.0.3  — 2010年2月2日
  - iTunes 不會再忽略“記住購物密碼”的設定。
  - 解決了將部份“智慧型播放列表”和 Podcast 與 iPod 同步的問題。
  - 解決了 iPod 連接時的辨識問題。
  - 解決了改進穩定性和執行效能的問題。

- 9.1  — 2010年3月30日
  - 與 iPad 同步，隨身欣賞您喜愛的音樂、影片、電視節目、書籍和其他項目。
  - 整理和同步書籍，您可以在 iPad 上從 iBooks 下載，或是將它們加入 iTunes 資料庫。
  - 重新命名、重新整理或移除“Genius 組曲”。
  - 修正安全性問題。

- 9.1.1  — 2010年4月28日
  - 解決了數個 VoiceOver 的穩定性問題。
  - 解決了 VoiceOver 和“Genius 組曲”的可用性問題。
  - 解決了同步時將歌曲轉換為 128 kbps AAC 的問題。
  - 解決了其他改進穩定性和執行效能的問題。

- 9.2  — 2010年6月17日
  - 與 iPhone 4 同步，隨身欣賞您喜愛的音樂、影片、電視節目、書籍和其他項目。
  - 同步和閱讀書籍：使用安裝 iOS 4 和 iBooks 1.1 的 iPhone 或 iPod touch 來同步和閱讀書籍。
  - 像書籍一樣地整理和同步 PDF 文件。使用安裝 iBooks 1.1 的 iPad 或安裝 iBooks 1.1 和 iOS 4 的 iPhone 或 iPod touch 來閱讀 PDF。
  - 使用 iTunes 來將 iOS 4 主畫面螢幕上的應用程式整理到檔案夾中。
  - 同步時快速備份：與安裝了 iOS 4 的 iPhone 或 iPod touch 同步時快速進行備份。
  - 改進執行效能：加速捲視速度。
  - 安全性修正。

- 9.2.1  — 2010年7月19日
  - 停用部分不相容的協力廠商外掛模組的舊版本。
  - 解決拖放項目時的次要問題。
  - 解決首次使用 iTunes 9.2 同步至部分裝置時的執行效能問題。
  - 解決使用加密備份在 iPhone 或 iPod touch 上升級至 iOS 4 時的問題。
  - 解決其他問題以增進穩定性和執行效能。

### iTunes 10
變更程式圖案，增加多項新的功能，且需要 Mac OS X 10.5 或以上版本，不再支援以前的 Mac OS X 系統。
- 10.0.0.68  — 2010年9月1日
  - 隆重介紹 Ping：使用 Ping 來追蹤喜愛的演出者、朋友或與全世界最熱情的樂迷聯繫。發現所有人都在談論、聆聽和下載的音樂。
  - 在全新的 iPod touch、iPod nano、iPod shuffle 和 Apple TV 上播放喜好項目。
  - 在啟用 AirPlay 的揚聲器、家庭劇院接收器和 iPod 配件上使用 AirPlay 來無線播放音樂。
  - 改進了許多 iTunes 的介面和外觀。
  - 改進了執行效能：加快 iTunes 的執行和回應速度。
  - 增加了適用於 iPod 的 VoiceOver Kit 的其他語音支援。

- 10.0.1.22  — 2010年9月24日
  - 解決了視訊的圖片品質會隨著螢幕控制項目的顯示而變更的問題。
  - 解決了與在單獨視窗裡檢視的專輯插圖互動時 iTunes 未預期結束的問題。
  - 修正了影響部分協力廠商視覺效果的執行效能問題。
  - 解決了 iTunes 資料庫和播放列表顯示為空白的問題。
  - 解決了與部分協力廠商的共享資料庫不相容的問題。

- 10.1.0.54  — 2010年11月13日
  - 使用 AirPlay 來將視訊以無線方式從 iTunes 立即串流到全新的 Apple TV。
  - 與安裝 iOS 4.2 的 iPhone、iPad 或 iPod touch 同步。
  - 改進了一些重要的穩定性和執行效能問題。

- 10.1.1.4  — 2010年12月15日
  - 解決部分音樂錄影帶可能無法在配備 NVIDIA GeForce 9400 或 9600 顯示卡的 Mac 上播放問題。
  - 解決 iTunes 側邊欄顯示時，若刪除播放列表 iTunes 可能會未預期結束問題。
  - 解決 iPod 連接配備 PowerPC 處理器的 Mac 時，iTunes 可能未預期結束問題。
  - 解決部分音樂錄影帶無法同步到 iPod、iPhone 或 iPad 的問題。

- 10.1.2.17  — 2011年1月27日
  - 提供了許多重要的穩定性和執行效能改進內容。
  - 追加對 CDMA 版 iPhone 的支援。

- 10.2.1.1  — 2011年3月9日
  - 與安裝 iOS 4.3 的 iPhone、iPad、iPod touch 同步。
  - 改進了"家庭共享"。使用“家庭共享”來在安裝 iOS 4.3 的 iPhone、iPad 或 iPod touch 上瀏覽和播放 iTunes 資料庫。

- 10.2.2.14  — 2011年4月18日
  - 解決了同步 iPad 時 iTunes 沒有回應的問題。
  - 解決了與 iPhone、iPad 或 iPod touch 同步照片的時間過長問題。
  - 修正了 iTunes Store 上預覽影片時略過播放的問題。
  - 解決了其他改進穩定性和執行效能等問題。

- 10.3.0.54  — 2011年6月6日
  - 為您介紹 iTunes in the Cloud beta 版。您在 iTunes 中購買的音樂會自動顯示在所有的裝置上。不論何時何地，您也可以下載先前在 iTunes 購買的項目。
    - 自動下載。從任何裝置或電腦上購買音樂，並自動為您將另一份購買項目下載到 Mac 和 iOS 裝置上。
    - 下載先前購買過的項目。再次下載先前購買過的音樂而不需要另外付費。您的購買項目可以從 Mac 上的 iTunes Store 或 iPhone、iPad 或 iPod touch 上的 iTunes 應用程式中取得。若先前購買過的項目不存在於 iTunes Store，則可能無法取得。
    - iTunes 10.3 也在 iTunes Store 中加入“書籍”，讓您可以在電腦上尋找並購買您喜歡的書籍，並自動將它們下載到您 iPhone、iPad 或 iPod touch 上的 iBooks。此版本也能讓您使用應用程式和書籍的“自動下載”功能，或是從您的電腦或 iOS 裝置下載先前購買的應用程式和書籍。

- 10.3.1.55  — 2011年6月7日
  - 解決同步問題。

- 10.4.0.80  — 2011年7月20日
  - iTunes 10.4 是為 OS X Lion 而設計的。您可以在 OS X Lion 嶄新的全螢幕應用程式功能中使用 iTunes，讓您可專心地使用 iTunes 和其他應用程式。只要簡單的手勢即可導覽不同的全螢幕應用程式。
  - 提供了多項重要的穩定性和效能改進。
  - 支援 Windows Vista 和 Windows 7 Aero 特效桌面體驗。

- 10.4.1.10  — 2011年8月22日
  - 修正了部分協力廠商鍵盤上的媒體鍵有時無法與 iTunes 搭配使用的問題。
  - 解決了將插圖加入歌曲和視訊時所發生的問題。
  - 解決了購買 HD 影片時 iTunes 變得無法回應的問題。
  - 修正了將 Mac 從睡眠中喚醒時，要花費比預期更久的時間才能開啟 iTunes 的問題。
  - 解決了 VoiceOver 的支援問題。

- 10.5  — 2011年10月11日
  - iTunes 雲端服務。iTunes 現會將您購買的音樂和電視節目儲存在 iCloud，無須額外費用，隨時隨地都可以在裝置上取用這些項目。
  - 自動下載。從任何裝置或電腦購買音樂會將備份自動下載到您的 Mac、PC 和 iOS 裝置。
  - 下載之前的購買項目。無須額外費用，便可以再次下載過去購買的音樂、電視節目、應用程式和書籍。若 iTunes Store 不再提供之前購買的項目，可能無法進行下載。
  - 與安裝 iOS 5 的 iPhone、iPad 或 iPod touch 同步。
  - Wi-Fi 同步。不管任何時候，只要 iPhone、iPad 或 iPod touch 與 iTunes 連接相同的 Wi-Fi 網路時，便可以自動進行同步。

- 10.5.1  — 2011年11月14日
  - 向您介紹 iTunes Match。將您全部的音樂資料庫儲存在 iCloud(包含從光碟輸入的音樂)，讓您隨時隨地都可以使用 iPhone、iPad、iPod touch、電腦或 Apple TV 來欣賞您的選集。

- 10.5.2.11  — 2011年12月12日
  - 改進了數個 iTunes Match 功能，並修正了播放或輸入某些光碟時所發生的音訊失真問題。

- 10.5.3.3  — 2012年1月19日
  - 可讓您將互動式 iBooks 文字書籍同步到 iPad 上。這些多重觸控的文字書籍可從 PC 的 iTunes Store 上購買，或是從 iPad 的 iBooks 2 所包含 iBookstore 功能中取得。
  - iBooks 文字書籍是使用 iBooks Author 製作的，您現在可從 Mac App Store 免費下載 iBooks Author。

- 10.6  — 2012年3月8日
  - 新增了播放 1080p HD 影片以及 iTunes Store 電視節目的功能。
  - 此版本也包含多項 iTunes Match 的改進項目：
    - 改進了歌曲比對的功能。
    - 改進了專輯插圖的處理、下載與顯示。
    - 解決了從 iCloud 播放歌曲時可能會略過歌曲的問題。

- 10.6.1.7  — 2012年3月28日
  - 修正了在播放視訊、於「格線」顯示方式中更改插圖大小，以及將照片同步到裝置上時，可能會導致 iTunes 無預警結束的問題。
  - 解決了 VoiceOver 和 WindowEyes 會錯誤描述部分 iTunes 元件的問題。
  - 解決了在同步 iPod nano 或 iPod shuffle 時，iTunes 可能會沒有回應的問題。
  - 解決了在 iTunes 資料庫或 Apple TV 上瀏覽電視節目片段的順序問題。

- 10.6.3.25  — 2012年6月11日
  - 解決了在同步包含 iBooks 文字書的 iPad（第一代）時，可能導致 iTunes 沒有反應的問題。
  - 修正了照片同步到裝置後順序可能錯亂的問題。
  - 解決了 iTunes 可能誤刪裝置上所製作的播放列表的問題。
  - 修正了 iTunes 可能誤刪裝置應用程式問題。
  - 改進了整體的效能和可靠性。

- 10.7.5  — 2012年9月12日
  - 支援在相容 iPhone、iPad 和 iPod touch 機型上執行的 iOS 6。此更新項目也支援最新機型的 iPod nano 和 iPod shuffle。
  - 支援同日發表的 iPhone 5、第7代 iPod nano、第5代 iPod touch。
  - 不再對應 PowerPC。

## Mac OS X 以及 Windows XP/Vista/7/8

### iTunes 11
全新設計的介面、迷你播放器、iTunes Store、資料庫專輯、影片或電視節目的自定設計。新增「接著播放」、「預覽記錄」等功能，強化與 iCloud 的整合。廢除從 iTunes 7 以來的 Cover Flow，以及變更程式圖案。Mac OS X 版支援 Mac OS X 10.6.8 以後的版本，10.6.7 以前的版本無法安裝。Windows 版正式支援 Windows 8。
- 11.0.0.163 — 2012年11月29日
  - 全新設計的。
  - 全新的 Store。
  - 新增「接著播放」、「預覽紀錄」。
  - 播放 iCloud 購買項目。
  - 改進搜尋功能。
  - 播放同步。
  - 正式支援 Windows 8。

- 11.0.1.12 — 2012年12月14日
  - 修復用戶在開啟 iTunes Match 時通過 iCloud 購買的數位內容不會在資料庫中顯示的漏洞，提升搜索大量資料庫時 iTunes 的回應速度，修正 AirPlay 按鍵無故消失的問題，同時還添加了在資料庫中顯示重複專案的功能。

- 11.0.2.26 — 2013年2月20日
  - 在音樂裡加入了新的“作曲者”顯示方式，改進同步包含大量歌曲的播放列表時的反應時間，並修正了購買項目未顯示在 iTunes 資料庫的問題。並改進其他重要的穩定性和執行效能。

- 11.0.3.42 — 2013年5月17日
  - 新的迷你播放器。迷你播放器現已包含新的顯示方式，可展示專輯插圖。此外，迷你播放器中也內建了進度列。
  - 改進「歌曲」顯示方式。可以在「歌曲」顯示方式中欣賞專輯插圖。
  - 多光碟專輯。多張光碟的專輯現在會顯示為單一專輯。
  - 此更新項目也提供了在搜尋和排序大型 iTunes 資料庫時的效能改進內容。

- 11.0.4.4 — 2013年6月5日
  - 修正當切換有線和無線同步時，可能導致 iTunes 結束的問題，並解決可能要求重複登入 iTunes Store 的問題。

- 11.0.5.5 — 2013年6月5日
  - 修正「iTunes 雲端服務」的部分購買項目可能會下載或播放非預期項目的問題。

- 11.1.0.126 — 2013年9月19日
  - iTunes 廣播。
  - Genius 隨機播放。

- 11.1.1.11 — 2013年10月2日
  - 解決 iTunes Extras 不正確顯示的問題，修正已刪除 podcast 發生的問題，並改進穩定性。iPhone、iPod touch、iPad iOS 7 支援。

## Mac OS X 以及 Windows XP/Vista/7/8/8.1
- 11.1.2.31 — 2013年10月23日
  - 支援阿拉伯文和希伯來文，並改進執行效能和穩定性。

- 11.1.3.8 — 2013年11月6日
  - 解決等化器可能無法如預期運作的問題，並改進在大型 iTunes 資料庫中切換顯示方式時的執行效能，及其他次要的錯誤修正。

- 11.1.4.62 — 2014年1月23日
  - 改進輔助使用功能，包含較佳的隱藏式字幕和字幕支援。也加入了可在檢視 iTunes 資料庫時查看「欲購清單」的功能，並改進對阿拉伯文和希伯來文的支援，且包含其他穩定性改進內容。

- 11.1.5.5 — 2014年2月26日
  - 解決在 iTunes Store 中輸入日文字的問題，並修正連接裝置時可能導致 iTunes 無預警結束的問題。

- 11.2.0.115 — 2014年5月15日
  - 改進 Podcast 瀏覽。
    - 在新的「未播放」標籤頁中快速尋找尚未聆聽的單集。
    - 在 Feed 標籤頁中瀏覽可下載或連續播送的單集。
    - 儲存喜愛的單集，將其保存在電腦上。
    - 現在單集可以在播放之後自動刪除。

  - 解決了 iTunes 在更新 Genius 時沒有回應的問題，並改進了整體的執行效能和穩定性。若要同步 podcast 單集，建議使用 iOS 版 Podcast 2.1 或以上版本。

- 11.2.1 — 2014年5月16日
  - 此版本只提供 Mac 版。
  - 修正每次重新開機時，「/使用者」和「/使用者/共享」目錄的權限會設為任何人均可寫入，允許修改這些目錄。

- 11.2.2.3 — 2014年5月28日
  - 修正在升級之後可能無預期地下載某些 podcast 單集的問題，並且包含幾項穩定性的改進內容。

- 11.3.0.54 — 2014年7月10日
  - 包含適用於 HD 影片的全新 iTunes Extras。iTunes Extras 可包含幕後花絮的影片、短片、高解析度影像圖庫、導演的評論、影片場景和其他內容。iTunes Extras 內容現在也能在安裝了「軟體更新 6.2」的 Apple TV 上欣賞，並且可以在今年秋季的 iOS 8 上取得。當新的 iTunes Extras 可以取得時，即會自動加入先前購買的 HD 影片中，無需支付其他費用。

- 11.3.1.2 — 2014年8月8日
  - 解決了已訂閱的 podcast 可能會停止更新新單集的問題，並解決了在列表中瀏覽 podcast 單集時，iTunes 可能會沒有回應的問題。

- 11.4.0.18 — 2014年9月10日
  - 現可支援新功能，能將喜愛的音樂、影片和其他內容同步到安裝 iOS 8 的裝置。

### iTunes 12
全新的平面設計，包含多種設計和效能的改進內容，讓您使用 iTunes 時更為容易且充滿樂趣。變更程式圖案為紅色。OS X 版本支援 10.7.5 或後續版本，Apple Music 需要 OS X 版本 10.9.5 或後續版本。12.2 再次變更程式圖案，不再支援 Windows XP 和 Windows Vista。
- 12.0.1.26 — 2014年10月17日
  - 家人共享。可以和最多六位家庭成員共享 iTunes、iBooks 和 App Store 的購買項目，不需要共享帳號或密碼。若要開始共享，請在 OS X Yosemite 的「系統偏好設定」或 iOS 8 的「設定」中選擇 iCloud 來設定「iCloud 家庭」。
  - 更快速取用喜愛的媒體。iTunes 現已包含音樂、影片或電視節目的專用圖像，只要按一下即可輕易取用您要的資料庫內容。
  - 無縫瀏覽商店和資料庫。iTunes Store 現在已是資料庫音樂、影片或電視節目顯示方式的一部分，這樣能讓您更輕易地切換個人選集和每一種商店類別的新內容。
  - 最近加入。iTunes 會將最近加入的專輯、影片或電視節目置於資料庫最上方，您不必再費時尋找要播放的新內容。
  - 改進播放列表的編輯。您現在可以併列檢視完整的音樂資料庫和播放列表，讓您能更輕易地瀏覽音樂，並將喜愛的歌曲拖入播放列表。
  - 改進「簡介」功能。完全重新設計的嶄新「簡介」功能讓您專注於所項選目必須瞭解的內容上。

- 12.1.0.71 — 2015年1月30日
  - 在 64 位元版本的 Windows 8、Windows 7 和 Windows Vista 上，iTunes 現已是完整的 64 位元應用程式。
  - 錯誤修正，並改進了與 iPhone、iPad 或 iPod touch 同步時的執行效能。

- 12.1.1.4 — 2015年2月19日
  - 此更新項目解決了可能導致音訊播放時會斷斷續續的問題，修正了從 Outlook 同步聯絡資訊和行事曆到 iOS 裝置的問題，並且改進了與螢幕閱讀器的相容性。

- 12.1.2.27 — 2015年4月9日
  - 此更新項目在「簡介」視窗中加入一些調整，並且改進了整體的穩定性。

### OS X 以及 Windows 7/8/8.1
- 12.2.0.145 — 2015年7月1日
  - 變更程式圖案，並新增 Apple Music、Beats 1 即時電台。
  - Apple Music 廣播。現在已經完全重新設計廣播的功能。可以從「精選電台」播放音樂，我們的音樂專家精心挑選每一首歌曲供您聆聽。或者，也可以從任一演出者或歌曲來啟動新的電台。此外，現在可以使用「最近播放過的項目」輕易地回到喜愛的電台。
  - 我的音樂。在同一個位置尋找所有的音樂，包含 iTunes 購買項目、從光碟輸入的歌曲，現在還包含來自 Apple Music 的歌曲。
  - 不再對應 Windows XP 和 Windows Vista。

- 12.2.1.16 — 2015年7月14日
  - 為 iTunes Match 使用者修正了 iTunes 會不正確地將部分歌曲從「比對成功」改為 Apple Music 的問題。
  - 提供了更正方法以解決會影響先前 iTunes Match 訂閱者的資料庫問題。
  - 包含部分的錯誤修正，以及 Beats 1 的改進內容。

- 12.2.2.25 — 2015年8月14日
  - 在 Beats 1 橫幅上按一下即可查看目前正在播放的內容，或檢視完整的廣播節目表，以免錯過精彩的節目。
  - 現在可以檢視在 Apple Music 上追蹤的演出者列表。
  - 解決了在 Apple Music 中返回上一頁時，iTunes 不會回到原有位置的問題。
  - 解決了演出者在「我的音樂」中可能排序錯誤的問題。
  - 修正了顯示在動作列表中的播放列表可能與資料庫播放列表不相符的問題。
  - 整體穩定性和執行效能的改進。

### OS X 以及 Windows 7/8/8.1/10
- 12.3.0.44 — 2015年9月17日
  - 加入了 iOS 9 和 Windows 10 的支援。
  - 解決無法在「接著播放」中重新排列歌曲的問題。
  - 修正部分電台無法顯示在「最近播放過的項目」中的問題。
  - 解決在 iOS 上表示喜愛的歌曲無法在 iTunes 中顯示為已表示喜愛的問題。
  - 整體穩定性和執行效能的改進。

- 12.3.1.23 — 2015年10月22日
  - 改進了整體的穩定性和執行效能。

- 12.3.2.35 — 2015年12月12日
  - 此更新項目可讓在瀏覽 Apple Music 目錄中的「古典音樂」時查看作品、作曲者和演出者。其中亦包含穩定性和執行效能方面的改進。

- 12.3.3.17 — 2016年3月22日
  - 支援 iTunes 與 iPhone SE 和 iPad Pro 進行同步。

- 12.4.0.119 — 2016年5月17日
  - 可以在簡潔設計的操作介面中欣賞音樂、影片、電視節目、podcast 和其他內容。
  - 導覽。可以在導覽「資料庫」、Apple Music、iTunes Store 和其他內容時使用「返回」和「往前」按鈕。
  - 媒體選擇器。輕鬆切換音樂、影片、電視節目和其他內容，並切換至「編輯」來選擇想要的項目。
  - 資料庫和播放列表。使用「側邊欄」來以新的方式檢視「資料庫」。輕鬆拖放歌曲來將其加入播放列表。並可使用「編輯側邊欄」，僅顯示喜歡的顯示方式。
  - 選單。現已簡化 iTunes 中的選單，能更容易使用。使用「顯示方式」選單來自定「資料庫」，或嘗試項目特色選單來操作特定項目。

- 12.4.1.6 — 2016年6月3日
  - 解決了一些 iTunes 無法如預期與螢幕閱讀器一起使用的問題。亦回復了「重置播放次數」的選項並修正下列問題：
    - 「接著播放」可能無預期地以錯誤順序播放一起加入的歌曲。
    - iTunes 無法在歌曲之間交互混音。

## macOS 以及 Windows 7/8/8.1/10
- 12.4.2.4 — 2016年7月18日
  - 解決了「接著播放」佇列中較短 Apple Music 歌曲的播放問題。
  - 改進了 iTunes 在 Windows 上的安全性。

- 12.4.3.1 — 2016年8月2日
  - 解決了在其他裝置上更改播放列表後，iTunes 可能無法顯示更改內容的問題。

- 12.5.1.21 — 2016年9月14日
  - 全新設計的 Apple Music。
  - 支援 iOS 10。
  - 支援 Siri 播放。(僅限 macOS Sierra)
  - 支援子母畫面。(僅限 macOS Sierra)

- 12.5.2.36 — 2016年10月28日
  - 改進了穩定性和效能。
  - 修正專輯可能無法以預期的順序播放的問題。
  - 解決收聽 Beats 1 時無法顯示歌詞的問題。

- 12.5.3.16 — 2016年11月1日
  - 改進了穩定性和效能。

- 12.5.4.42 — 2016年12月14日
  - 在 iPhone、iPad、iPod touch 和 Apple TV 上支援新的 TV App。
  - 小幅度的 App 和效能改進。

- 12.5.5.5 — 2017年1月24日
  - 小幅度的 App 和效能改進。

- 12.6.0.95 — 2017年3月22日
  - 單次租借即可隨時隨地觀看。此版本起可以從所有 iOS 10.3 或 tvOS 10.2 裝置欣賞 iTunes 租借的影片。
  - 小幅度的 App 與效能改進。
  - 更新迷你播放器 UI。

- 12.6.0.100 — 2017年3月24日
  - 小幅度的 App 與效能改進。

- 12.6.1.25 — 2017年5月16日
  - 小幅度的 App 與效能改進。

- 12.6.2.20 — 2017年7月20日
  - 此更新項目是為了高 DPI 的顯示器而設計，能讓文字和影像更為銳利鮮明。
  - 小幅度的 App 與效能改進。

- 12.7.0.166 — 2017年9月13日
  - 新的 iTunes 加強了音樂、影片、電視節目、Podcast 和有聲書的功能。支援同步 iOS 11 裝置並包含下列新功能：
    - Apple Music。現在可以和朋友一起探索音樂。會員可以建立個人檔案彼此追蹤，並查看對方正在聆聽的音樂以及他們已分享的播放列表。
    - Podcast。iTunes U 選集現已成為 Apple Podcast 家庭的一部分。可在此搜尋和探索來自頂尖學府、大學、博物館和文化機構的免費教育內容。
    - 若先前曾使用 iTunes 來同步 App、書籍或鈴聲到 iOS 裝置上，請使用 iOS 上的新 App Store、iBooks 或「聲音設定」來重新下載這些項目，不必使用電腦。

- 12.7.1.14 — 2017年11月1日
  - 小幅度的 App 與效能改進。

- 12.7.2.58 — 2017年12月7日
  - 小幅度的 App 與效能改進。

- 12.7.2.60 — 2018年1月10日
  - 小幅度的 App 與效能改進。

- 12.7.3.46 — 2018年1月24日
  - 小幅度的 App 與效能改進。

- 12.7.4.76 — 2018年3月30日
  - iTunes 現已包含 Apple Music 音樂錄影帶的全新體驗。在「瀏覽」的「音樂錄影帶」中尋找新的熱門項目，並且連續播放專屬音樂錄音帶播放列表中的影片。

- 12.7.4.80 — 2018年4月19日
  - 小幅度的 App 與效能改進。

- 12.7.5.9 — 2018年5月30日
  - 小幅度的 App 與效能改進。

- 12.8.0.150 — 2018年7月9日
  - Mac:
    - iTunes 現已支援 AirPlay 2 多房音訊和 HomePod 立體聲配對。
    - 使用 AirPlay 選單來輕鬆組合 HomePod、Apple TV 和其他已啟用 AirPlay 2 的揚聲器，並且控制接著播放的項目。

  - Windows:
    - 小幅度的 App 與效能改進。

- 12.9.0.167 — 2018年9月13日
  - 支援 iOS 12 裝置，並包含 Apple Music 訂閱者的新功能：
  - 依歌詞搜尋。透過您記得的歌詞片段即可搜尋歌曲。
  - 新的藝人頁面。點按一下即可啟動任何藝人的個人化電台。精進的設計，能更輕鬆地探索藝人的目錄。
  - Friends Mix。追蹤朋友聆聽的所有內容，享受喜愛的歌曲播放清單。
  - World Charts。播放世界各國每天的前 100 名熱門歌曲。

- 12.9.1.4 — 2018年10月31日
  - 小幅度的 App 與效能改進。
  - 此更新僅限 Windows。

- 12.9.2.5 — 2018年12月6日
  - 解決了 iTunes 可能無法在第三方 AirPlay 揚聲器上播放媒體的問題。也包含小幅的 App 和效能改進。
  - 此更新僅限 macOS。

- 12.9.2.6 — 2018年12月6日
  - 解決了 iTunes 可能無法在第三方 AirPlay 揚聲器上播放媒體的問題。也包含小幅的 App 和效能改進。
  - 此更新僅限 Windows。

- 12.9.3.3 — 2019年1月25日
  - 小幅的 App 和效能改進。
  - 此更新僅限 Windows。

- 12.9.4.102 — 2019年3月26日
  - Apple Music 的「瀏覽」標籤頁現可在單一頁面上顯示更多編輯者亮點，能更輕鬆地探索新的音樂、播放列表和其他內容。

- 12.9.5.5 — 2019年5月14日
  - Apple Music 的「為您推薦」標籤頁現可依據主題（例如您喜好的類型、藝人和心情）來建議音樂。這些個人化的推薦內容也會頻繁地更新，讓您在一天中更輕鬆地找到精彩的音樂。
  - 此更新僅限 macOS。

## Windows 7/8/8.1/10
- 12.9.5.7 — 2019年5月29日
  - Apple Music 的「為您推薦」標籤頁現可依據主題（例如您喜好的類型、藝人和心情）來建議音樂。這些個人化的推薦內容也會頻繁地更新，讓您在一天中更輕鬆地找到精彩的音樂。
  - 此更新僅限 Windows。

- 12.9.6.3 — 2019年7月24日
  - 小幅的 App 和效能改進。
  - 此更新僅限 Windows。

- 12.10.0.7 — 2019年9月12日
  - 新增 iOS 13 和 iPadOS 裝置的支援。
  - 此更新僅限 Windows。

- 12.10.1.4 — 2019年10月8日
  - 新增 iOS 13 和 iPadOS 裝置的支援。
  - 此更新僅限 Windows。

- 12.10.2.3 — 2019年10月31日
  - 新增 iOS 13 和 iPadOS 裝置的支援。
  - 此更新僅限 Windows。

- 12.10.3.1 — 2019年12月12日
  - 新增 iOS 13 和 iPadOS 裝置的支援。
  - 此更新僅限 Windows。

- 12.10.4.2 — 2020年1月29日
  - 新增 iOS 13 和 iPadOS 裝置的支援。
  - 此更新僅限 Windows。

- 12.10.5.12 — 2020年3月24日
  - 新增 iOS 13 和 iPadOS 裝置的支援。
  - 此更新僅限 Windows。

- 12.10.6.2 — 2020年4月16日
  - 新增 iOS 13 和 iPadOS 裝置的支援。
  - 此更新僅限 Windows。

- 12.10.7.3 — 2020年5月21日
  - 新增 iOS 13 和 iPadOS 裝置的支援。
  - 此更新僅限 Windows。

- 12.10.8.5 — 2020年7月30日
  - 新增 iOS 13 和 iPadOS 裝置的支援。
  - 此更新僅限 Windows。

- 12.10.9.3 — 2020年9月16日
  - 新增 iOS 14 和 iPadOS 14 裝置的支援。
  - 此更新僅限 Windows。

- 12.10.10.2 — 2020年10月21日
  - 新增 iOS 14 和 iPadOS 14 裝置的支援。
  - 此更新僅限 Windows。

- 12.10.11.2 — 2021年4月23日
  - 新增 iOS 14 和 iPadOS 14 裝置的支援。
  - 此更新僅限 Windows。

## Windows 10
- 12.11.0.26 — 2020年11月17日
  - 新增 iOS 14 和 iPadOS 14 裝置的支援。
  - 此更新僅限 Windows 10。

- 12.11.3.17 — 2021年4月22日
  - 新增 iOS 14 和 iPadOS 14 裝置的支援。
  - 此更新僅限 Windows 10。

- 12.11.4.15 — 2021年8月9日
  - 新增 iOS 14 和 iPadOS 14 裝置的支援。
  - 此更新僅限 Windows。

- 12.12.0.6 — 2021年9月20日
  - 新增 iOS 15 和 iPadOS 15 裝置的支援。
  - 此更新僅限 Windows。

## Windows 10/11
- 12.12.1.1 — 2021年9月23日
  - 新增 iOS 15 和 iPadOS 15 裝置的支援。
  - 此更新僅限 Windows。

- 12.12.2.2 — 2021年10月29日
  - 新增 iOS 15 和 iPadOS 15 裝置的支援。
  - 此更新僅限 Windows。

- 12.12.3.5 — 2022年3月8日
  - 新增 iOS 15 和 iPadOS 15 裝置的支援。
  - 此更新僅限 Windows。

- 12.12.4.1 — 2022年5月18日
  - 新增 iOS 15 和 iPadOS 15 裝置的支援。
  - 此更新僅限 Windows。

- 12.12.5.8 — 2022年9月12日
  - 新增 iOS 16 和 iPadOS 16 裝置的支援。
  - 此更新僅限 Windows。

- 12.12.6.1 — 2022年10月24日
  - 新增 iOS 16 和 iPadOS 16 裝置的支援。
  - 此更新僅限 Windows。

- 12.12.7.1 — 2022年12月15日
  - 新增 iOS 16 和 iPadOS 16 裝置的支援。
  - 此更新僅限 Windows。

- 12.12.8.2 — 2023年3月29日
  - 新增 iOS 16 和 iPadOS 16 裝置的支援。
  - 此更新僅限 Windows。

- 12.12.9.4 — 2023年5月23日
  - 新增 iOS 16 和 iPadOS 16 裝置的支援。
  - 此更新僅限 Windows。

- 12.12.10.1 — 2023年9月13日
  - 新增 iOS 17 和 iPadOS 17 裝置的支援。
  - 此更新僅限 Windows。

- 12.13.0.9 — 2023年10月24日
  - 新增 iOS 17 和 iPadOS 17 裝置的支援。
  - 此更新僅限 Windows。

- 12.13.1.3 — 2023年12月15日
  - 新增 iOS 17 和 iPadOS 17 裝置的支援。
  - 此更新僅限 Windows。

## 外部連結
- 從蘋果電腦下載 iTunes 的最新版本（页面存档备份，存于）